# Jean Paul Schmitz
Jean Paul Schmitz (* 4. März 1899 in Wesseling bei Köln; † 13. Juni 1970 in Singen (Hohentwiel)) war ein deutscher Maler, Zeichner und Grafiker.

## Leben und Werk
Jean Paul Schmitz war das vierte von sechs Kindern. Seine Kindheit und die frühe Jugend erlebte er im Elternhaus in Düren. Die Eltern hatten den Wunsch, dass er Priester werden sollte, und schickten ihn aus diesem Grund auf das Collegium Josephinum, das sich damals noch im niederländischen Vaals direkt an der Grenze zu Deutschland befand. Da der Junge mit der Strenge und Autorität des Kollegs nicht zurechtkam, holten ihn die Eltern bald wieder ab. Er schloss die mittlere Reife ab und besuchte ab 1916 das Lehrerseminar in Düren.
1917 meldete sich Schmitz als Kriegsfreiwilliger. Er erlebte den Krieg bei einer Artillerieeinheit an der Westfront. 1918 wurde er in Flandern verwundet und kam in englische Kriegsgefangenschaft, aus der er im Oktober 1919 entlassen wurde. Während dieser Zeit entschloss er sich, Künstler zu werden.
Nach seiner Entlassung begann er autodidaktisch zu malen. Um seinen Lebensunterhalt zu sichern, arbeitete er als Nachtwächter und Grubenarbeiter.
1921 ging er zusammen mit seinem Freund Richard Maintz nach München und besuchte dort die private Malschule von Moritz Heymann. Er blieb dort bis 1922. Von 1923 bis 1926 studierte er bei Heinrich Nauen an der Kunstakademie Düsseldorf. Zuletzt war Schmitz Meisterschüler von Nauen. Er trat dem „Jungen Rheinland“ bei und beteiligte sich an Ausstellungen. „Obgleich die Ausstellungen Schmitz gelegentliche Verkäufe und Portraitaufträge einbringen und obgleich Düsseldorf ihm die Künstlerhilfe der Stadt gewährt, kann er, da die Eltern ihn nicht finanziell unterstützen, sein Studium oft nur unter den schwierigsten Bedingungen fortsetzen.“
Schmitz gehörte zum Künstlerkreis um Johanna Ey und hatte engen Kontakt zu anderen Künstlern wie beispielsweise Bruno Goller, Peter Janssen, Otto Dix, Ferdinand Macketanz, Carl Weisgerber. 1927 reisten Johanna Ey und Schmitz zusammen mit Gert Heinrich Wollheim und dem Pianisten Willy Werth nach Mallorca. In der Folge zog er sich von „Mutter Ey“ mehr zurück, doch blieb ein lebenslanger Briefwechsel zwischen beiden bestehen. Von Mitte April bis Ende Mai 1930 hielt sich Schmitz in Paris auf. Während dieser Wochen traf er mit verschiedenen Künstlerkollegen zusammen, darunter u. a. Karli Sohn-Rethel, Ernst Schumacher, Peter Janssen, Max Clarenbach. 1931 war er von Ende März bis Mitte April nochmals in Paris, diesmal zusammen mit der Malerin und Sport- sowie Zeichenlehrerin Ilse Pieper, seiner späteren Frau.
Im März 1934 heirateten Jean Paul Schmitz und Ilse Pieper, die ebenso wie er auch an der Düsseldorfer Akademie studierte. Das Paar unternahm eine sechsmonatige Reise nach Rom und Ischia.
Im Oktober 1934 zog Schmitz mit seiner Frau von Düsseldorf nach Berlin. Wie andere Künstler auch, beispielsweise Curth Georg Becker, Rudolf Heinisch, Ernst Alfred Mühler, erhoffte er sich dort die Möglichkeit einer freieren Kunstausübung. Das Paar lebte in einer Wohnung am Kaiserplatz in Berlin-Wilmersdorf. 1935 richtete sich Schmitz ein Atelier am Ludwigkirchplatz ein. 1935 knüpfte er auch Kontakt zu Karl Buchholz, der ihn fortan förderte und seine Werke ausstellte.
1936 erhielt Schmitz den Rom-Preis der Preußischen Akademie der Künste. Durch das damit verbundene Stipendium konnte er sich ein Jahr in der Villa Massimo aufhalten. Während dieser Zeit nahm er auch an der Biennale in Venedig teil.
Im Mai 1937 unternahm Schmitz mit dem Leiter der Villa Massimo, Herbert Gericke, eine zweiwöchige Studienreise nach Griechenland. Im Anschluss daran erhielt er von Juni 1937 bis Juni 1938 ein Stipendium der Preußischen Akademie der Künste für die Villa Serpentara in Olevano. Während dieser Zeit unternahm er im April 1938 eine Reise durch Sizilien.
1937 wurden im Zuge der Beschlagnahmungen bei der Aktion Entartete Kunst insgesamt sieben Werke von Schmitz aus öffentlichem Museumsbesitz eingezogen: Ein Aquarell aus den Kunstsammlungen der Stadt Düsseldorf, eine Druckgrafik aus den städtischen Kunstsammlungen von Gelsenkirchen sowie vier Druckgrafiken und eine Zeichnung aus dem Bestand des Wallraf-Richartz-Museums in Köln. Daneben wurden auch zwei Gemälde aus der Berliner Nationalgalerie abgehängt bzw. entfernt. Da diese aber damals nicht im Museumsbesitz waren, sondern dem Künstler gehörten, wurden beide Objekte an Schmitz zurückgegeben und nicht beschlagnahmt.
Im Juli 1938 kehrte Schmitz mit seiner Frau nach Berlin zurück. „Die Beerdigung seines Vaters führte Schmitz im Herbst 1938 noch einmal zurück ins Rheinland. Er reiste bei dieser Gelegenheit auch nach Düsseldorf, wo er sich mit Johanna Ey und einigen früheren Weggefährten traf, darunter Ferdinand Macketanz und Jean Baptist Hermann Hundt.“
Aufgrund der sich immer ärger verschlechternden politischen und kulturpolitischen Situation bemühte sich Schmitz erneut um einen Studienaufenthalt im Ausland. Im August 1939 reiste das Paar mit dem Auto in Richtung Griechenland und wurde in Jugoslawien durch den Kriegsausbruch überrascht. Schmitz erhielt die Erlaubnis zur Weiterreise, und es schlossen sich Aufenthalte in Athen, Olympia, Delphi, Nauplia und auf dem Peloponnes an.
Während dieser Studienreise des Künstlers veranstaltete Karl Buchholz im Oktober und November 1939 in seiner Berliner Galerie eine große, aufgrund der modernen Ausrichtung beachtliche Ausstellung mit Werken von Schmitz und Milly Steger.
Im Juni 1940 kehrte das Paar, bedingt durch den weiteren Kriegsverlauf, nach Berlin zurück. Jean Paul und Ilse Schmitz beschlossen, nach Süddeutschland auf die Höri am Bodensee zu ziehen. Dorthin hatten sich bereits andere Künstler und Kulturschaffende zurückgezogen, mit denen Schmitz mitunter bereits bekannt und befreundet war. Das Paar fand anfangs keine Unterkunft am Bodensee, so dass sie im Dezember 1940 nach Wieladingen und von dort im September 1943 nach Schwörstadt umzogen.
1942 unternahm Schmitz eine Radtour zum Bodensee und besuchte dort u. a. Walter Kaesbach, Otto Dix, Ferdinand Macketanz. Durch die Vermittlung von Kaesbach fand die Familie des Bildhauers Hans Kindermann Unterkunft bei Schmitz, da deren Haus durch einen Bombenangriff zerstört wurde. Noch in demselben Jahr machte Kaesbach einen Gegenbesuch in Wieladingen.
1942 wurde Schmitz zum Zollgrenzschutz eingezogen und im Elsass eingesetzt.
Am 5. Mai 1943 kam die Tochter Beate in Säckingen zur Welt.
1945 wurde bei einem Angriff auf Berlin ein Großteil der Bestände der Galerie Buchholz vernichtet. Darunter befand sich auch der größte Teil der Werke aus der Berliner Zeit sowie Werke von den Italien- und Griechenlandreisen.
Die Einheit von Schmitz zog sich Ende 1944 aus dem Elsass in den Südschwarzwald zurück. Ende April 1945 löste sich die Einheit auf. Schmitz schlug sich mehrere Tage zu Fuß von Blumberg nach Schwörstadt durch, wo die Familie einige Räume des Schlosses bewohnte.
Am 8. März 1946 wurde der Sohn Wieland in Säckingen geboren.
Im November 1949 konnte die Familie endlich an den Bodensee ziehen. Sie wohnten im Haus des ehemaligen örtlichen Kindergartens von Wangen. Schmitz kam nun mit zahlreichen alten Freunden und Bekannten zusammen, und dieser Kreis wurde bald bekannt als Höri-Maler.
In den folgenden Jahren war es vor allem die Bodenseelandschaft, welche Schmitz als Motiv reizte. Es entstanden eigenständige Ansichten in einem gedämpften expressiv realistischen Ausdruck. Zudem übernahm Schmitz auch Porträtaufträge und zeichnete Illustrationen u. a. für den Südkurier. Die Ausstellungsaktivitäten nahmen zu, und Schmitz war vor allem regelmäßig vertreten bei Ausstellungen in der Bodenseeregion und in Düsseldorf.
Reisen führten Schmitz nach Südtirol, Flandern und Burgund.
1956 baute Schmitz ein Haus mit Atelier in Wangen. Als Architekt beauftragte er Wolfgang Meisenheimer, welcher der Sohn eines Jugendfreundes von Schmitz war und hier eines seiner ersten Häuser realisierte.
Ende des Jahres 1957 erarbeitete sich Schmitz die Technik der Lithografie, wobei ihm ein brieflicher Austausch mit Max Peiffer Watenphul sehr half. Weitere Anregungen erhielt er von Erich Heckel und Otto Dix. Er legte sich eine eigene Druckerpresse zu, und in der Regel druckte er seine Druckgrafiken auch selbst. „Man kann das Spiel mit den malerischen Möglichkeiten dieser Technik als eine Art Rückversicherung gegen die ungegenständliche Kunst verstehen, durch deren Ansturm und Durchsetzung im Kunstbetrieb sich Schmitz mit seiner künstlerischen Existenz zunehmend in Frage gestellt sah.“
1961 beteiligte sich Schmitz als Gast an der viel beachteten Ausstellung der Sezession Oberschwaben-Bodensee (SOB) in Tübingen. In der Folge beteiligte er sich immer wieder an deren Ausstellungen und wurde schließlich 1967 Mitglied.
In den Jahren 1963 und 1964 gab Schmitz Mal- und Zeichenunterricht an der Volkshochschule Singen.
In seinen letzten Lebensjahren malte Schmitz vor allem noch im Haus. Es entstanden Ölgemälde und Aquarelle. Er „wendet sich verstärkt dem Thema der winterlich verschneiten Landschaft zu. […] Die Winterbilder zählen zum Besten, was Schmitz geschaffen hat“. Am 13. Juni 1970 starb Schmitz an einer Krebserkrankung im Singener Krankenhaus. Die Grabrede wurde von seinem Freund und Künstlerkollegen Hans Sauerbruch gehalten. Das Grab befindet sich auf dem Friedhof in Wangen.
Der Schwerpunkt innerhalb des Schaffens von Jean Paul Schmitz liegt deutlich auf der Landschaftsmalerei und hierbei insbesondere auf den Motiven am Bodensee. „Heute noch hat der Name des Malers […] im Bodenseeraum einen guten Klang. Mit seinen stofflich-duftigen, sommerlich leuchtenden Landschaften – bevorzugt Ausblicke auf die Wangener Bucht, den Untersee und hinüber zum Schweizer Ufer, gen Mammern – hat Jean Paul Schmitz das kollektive Bild von der Bodenseehalbinsel Höri als einem hellen ‚Ort des Südens‘ stark geprägt.“

## Mitgliedschaften
- Ab etwa 1925 war Schmitz Mitglied der Künstlervereinigung Das Junge Rheinland.
- Bis April 1930 war Schmitz Mitglied der Rheinischen Sezession.
- Nach dem Austritt aus der Rheinischen Sezession wurde er Mitglied der Rheingruppe.
- Um 1934 wurde er Mitglied der Berliner Secession.
- 1947 war er Mitglied der Badischen Secession.
- 1955 trat er dem Künstlerbund Baden-Württemberg bei.
- 1962 war er Mitbegründer der Konstanzer Künstlergruppe Der kleine Kreis.
- 1967 trat er der Sezession Oberschwaben-Bodensee bei.
- Kunstverein Konstanz
- Fachverband Südbadische bildender Künstler.
- Neue Münchner Künstlergenossenschaft.

## Einzelausstellungen
- 1932, Bochum, Städtische Gemäldegalerie (zusammen mit Johann Baptist Hermann Hundt, Ulrich Leman, Robert Pudlich)
- 1939, Berlin, Galerie Buchholz (zusammen mit Milly Steger)
- Juli 1949, Säckingen, Schloss Schönau (zusammen mit Werken von seiner Frau)
- Oktober 1949, Rheinfelden
- November–Dezember 1949, Konstanz, Wessenberghaus
- 1960 und 1961, Konstanz, Konstanzer Bücherschiff
- 1962, Frauenfeld, Galerie Gampiroß
- 1962, Konstanz, Freunde zeitgenössischer Kunst
- 1965, Bad Krozingen
- 1966, Singen, Verein der Kunstfreunde
- 1969 und 1972, Konstanz, Galerie Stuckert
- 1971, Singen, Kunsthandlung Förg
- 1974, Stein am Rhein, Galerie zum Rehbock
- 1978 Singen, Rathaus
- 1980, Singen, Galerie Kunsthäusle
- 1980, Radolfzell, Rathaus
- 1985, Tübingen, Galerie Gottschick
- 1989, Konstanz, Kunstverein Konstanz
- 1989, Öhningen-Wangen, Museum Fischerhaus
- 1995, Singen, Kunsthandlung Förg
- 1997, Gaienhofen, Hesse-Museum-Gaienhofen
- Dezember 2002 – Januar 2003, Radolfzell, Villa Bosch
- 2017, Singen, Kunstmuseum

## Werke
Werke von Jean Paul Schmitz befinden sich in privaten und öffentlichen Sammlungen. Zu nennen sind hier das Augustinermuseum in Freiburg i.Br., das Stadtmuseum Düsseldorf, das Kunstmuseum Singen, die Südwestdeutsche Kunststiftung in Singen, die Stadt Singen, die Bayerischen Staatsgemäldesammlungen, das Hermann-Hesse-Museum Gaienhofen, die Kunstsammlung des Bodenseekreises, die Städtische Galerie Böblingen (Sammlung Bleicher), das Städtische Museum Kalkar, das Museum der Universität Tübingen (Sammlung Rieth), die Koch-Lüdke-Sozial- und Kunststiftung (Düsseldorf), sowie die Kunststiftung des Landkreises Konstanz.

## Nachlass
Der künstlerische Nachlass von Jean Paul Schmitz wird von der Familie betreut und gepflegt.
Der schriftliche Nachlass befindet sich im Rheinischen Archiv für Künstlernachlässe.

## Illustrationen
- 1949 illustriert Schmitz die „Episteln“ von Victor von Scheffel. Aus verlagstechnischen Gründen wird das Vorhaben aber nicht umgesetzt.
- 1952 zeichnet Schmitz die Illustrationen für den Band „Mit Harpune und Dynamit“ von Werner Helwig, der im Diederichs Verlag in Düsseldorf erschien.
- Von 1961 bis 1970 erscheinen Zeichnungen von Schmitz im „Südkurier“.